# Carlos Silvestri
Pour les articles homonymes, voir Silvestri.
Carlos Jeanpierre Silvestri Saux, né à Lima le 22 juin 1972, est un footballeur péruvien devenu entraîneur. Il évoluait au poste de gardien de but.

## Biographie

### Carrière de joueur
Carlos Silvestri fait ses débuts professionnels au Deportivo San Agustín lors d'une défaite face à l'Alianza Lima (0-1) le 13 novembre 1991. Il y reste jusqu'en 1996 lorsque le San Agustín descend en 2e division puis rejoint le FBC Melgar en 1997. Disposant de peu de temps de jeu, il passe au Deportivo Municipal en 1998 suivi du Deportivo Pesquero l'année suivante.
Les années 2000 le voient revenir au Deportivo Municipal qui est relégué en 2000 (ce serait sa dernière saison au sein de l'élite). Il évolue alors en D2 de 2001 à 2004 et termine sa carrière de joueur au Virgen de Chapi en 2005.

### Carrière d'entraîneur
Promu entraîneur par intérim du Deportivo Municipal en décembre 2007, Carlos Silvestri voit s'incliner son équipe 6-0 devant l'Alianza Lima, match qui envoie le Municipal en 2e division. On le retrouve au sein de l'équipe réserve de l'Universitario de Deportes dans les années 2010 et prend en charge l'équipe première deux fois en 2014 et 2015.
C'est avec l'AD Cantolao qu'il obtient son premier titre d'entraîneur lorsqu'il remporte le championnat de D2 en 2016. Il y reste jusqu'en 2018 avant de devenir sélectionneur de l'équipe du Pérou U17. En 2020, il prend en charge les U20.
Il prend les rênes du CD Coopsol en 2e division en juillet 2021. En octobre de la même année, il revient à l'AD Cantolao afin de le diriger dans la dernière ligne droite du championnat du Pérou 2021.
En 2022, il revient en D2 – cette fois-ci au sein du Comerciantes Unidos – qu'il emmène au sacre l'année suivante.

## Palmarès(entraîneur)
| AD Cantolao - Championnat du Pérou D2 (1) : - Champion : 2016. |  | Comerciantes Unidos - Championnat du Pérou D2 (1) : - Champion : 2023. |